# Castelo Houska
Castelo Houska, de estilo gótico renascentista, fica na parte oriental da floresta, 47 km a norte de Praga, na República Checa. É um dos castelos mais bem preservados da sua época, sendo monumento cultural da República Checa. Atualmente é considerado um dos mais assombrados do mundo.

## Exterior
O castelo, localizado numa encosta arborizada, possui três das suas fachadas subjacentes a um penhasco.  No final do século XV ou início do século XVI, com o desenvolvimento da artilharia maciça, construíram-se fortificações exteriores, sendo estas demolidas mais tarde, no século XVII. O núcleo do castelo foi reconstruído nos anos 1584-1590, criando toda a ala da entrada atual sob a forma de construção em "U", seguindo os movimentos renascentistas. Em 1658, foi também demolida a torre gótica quadrangular e reduzidos grande parte dos telhados.

## Interior

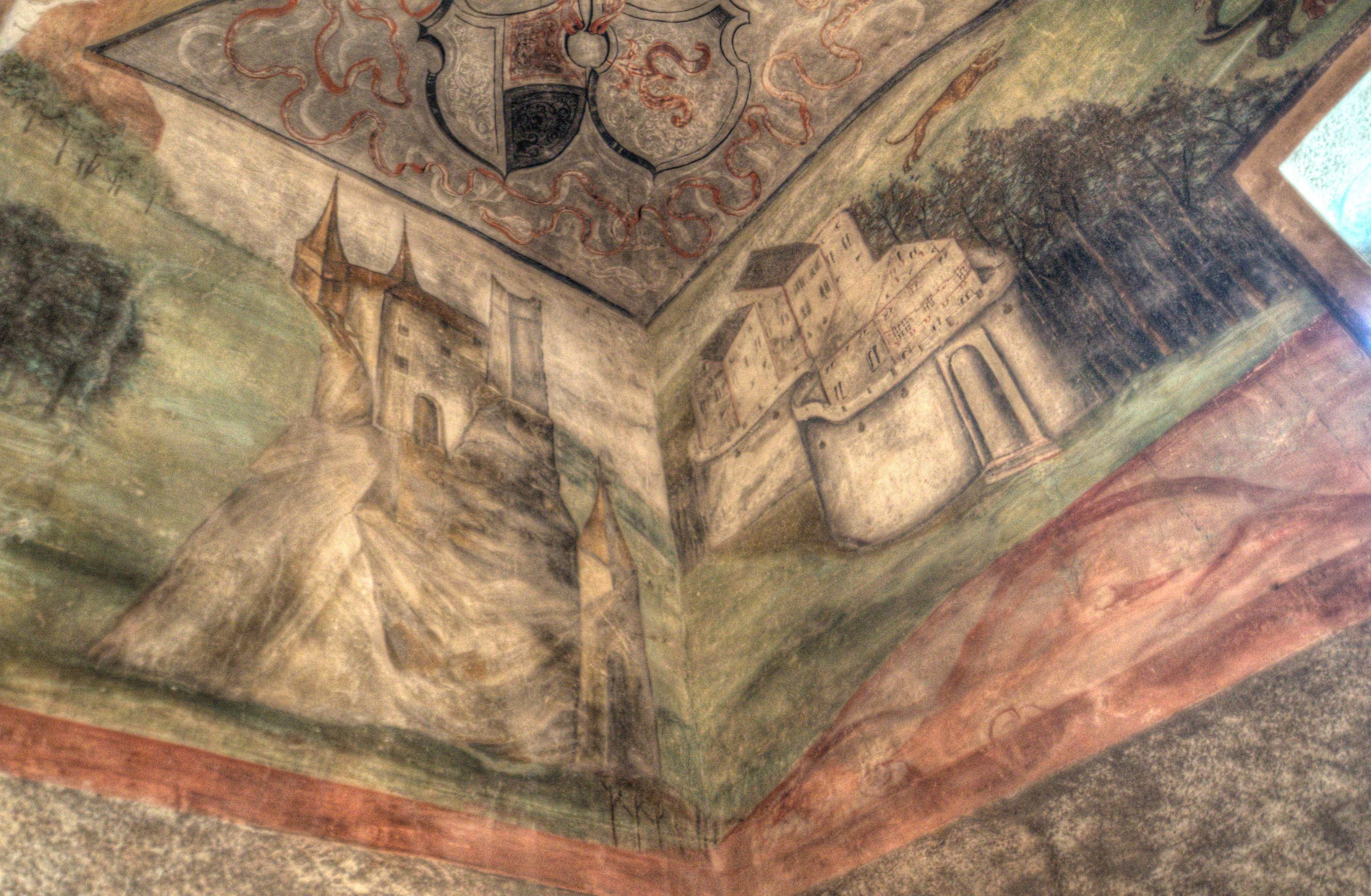
Pintura de parede interior

No primeiro andar do castelo, ainda estão preservados alguns aspetos de arquitetura gótica, em  salões abobadados, fachadas arqueadas e estruturas de elevada altitude (Verticalismo). Os interiores, ainda mais exuberantes, são compostos por pinturas de parede amplamente conservadas, tetos, janelas e pavimentos integrados na corrente renascentista. Para além disto, o Castelo Houska possui também a chamada "Câmara Verde", a Sala de Caça, onde se encontram todos os troféus, o Corredor dos Cavaleiros, uma Sala de Jantar e um Salão de Festas. 

## História
Onde outrora se encontrava um forte, foi construído um castelo na primeira metade do século XIII, por ordem do Rei de Boémia (Otacar II) durante o seu reinado (desde 1253 a 1275), com o intuito de servir como um centro administrativo onde grandes propriedades reais pudessem ser geridas. Mais tarde, tudo foi entregue à aristocracia, mudando frequentemente de proprietário. De 1584 a 1590, foi submetido a modificações renascentistas, não havendo, no entanto, mudanças na fortaleza. No século XVIII, tornou-se numa residência para a nobreza, entrando posteriormente em declínio até à sua restauração em 1823. Em 1897, foi comprado pela Princesa Hohenlohe e, em 1924, pelo Presidente de Škoda, Josef Šimonek.
Em fontes escritas, o castelo é mencionado apenas no ano de 1316, como propriedade de  Hynka z Dubé, mais tarde chamado Hynek Berka z Housky. Em 1432, o castelo foi comprado por Jan Smiřický ze Smiřic e quando ele foi executado, em 1453, por traição ao rei, o castelo foi deixado aos sobreviventes. Em 1502, Václav Hrzán de Harasova comprou a propriedade. Seu descendente Tobias Harasova foi reconstruindo o palácio renascentista de modo a proporcionar conforto à nobreza.

### CasteloBezděz

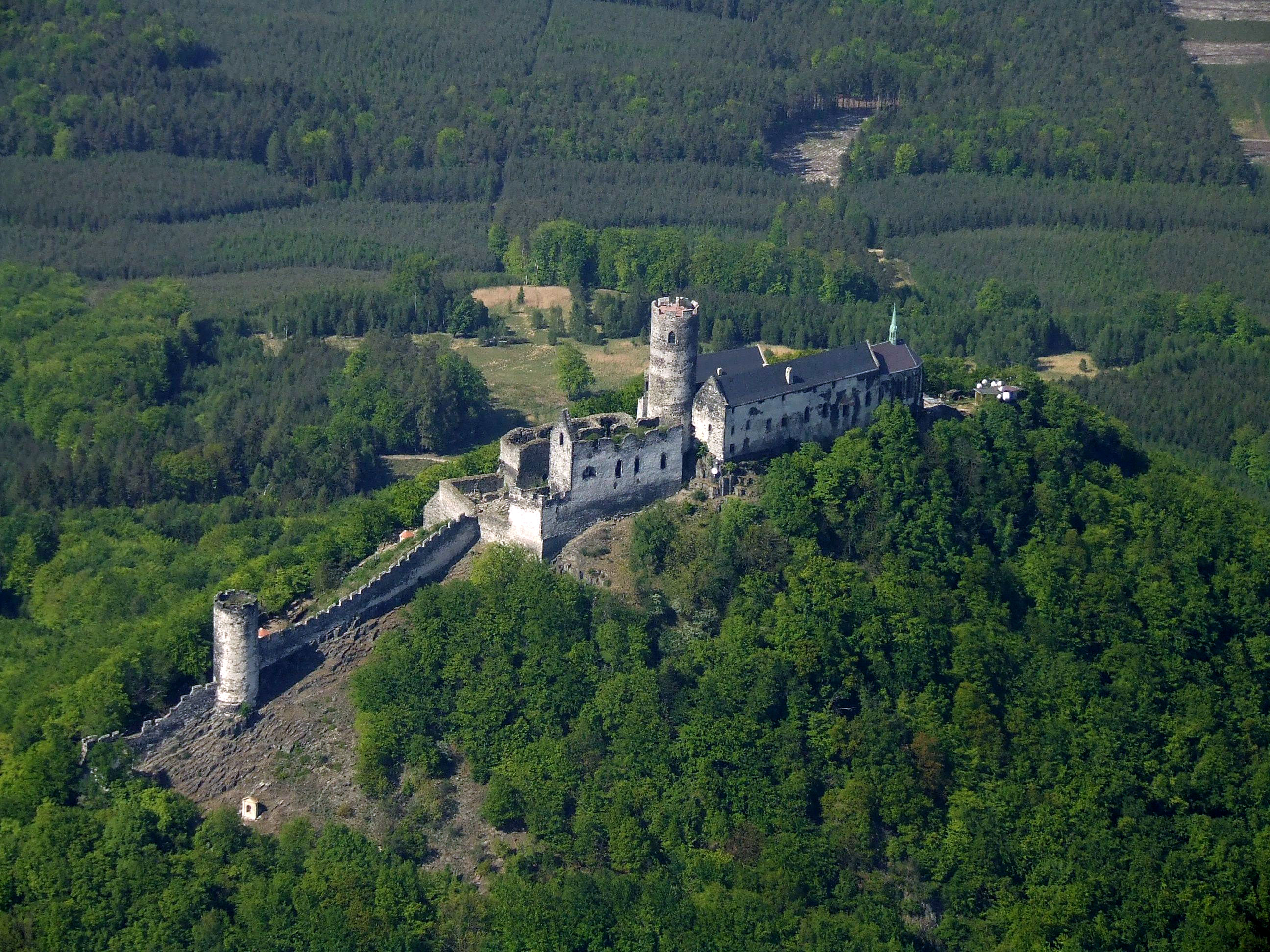
Vista aérea do Castelo Bezděz

O castelo Bezděz tem o apelido de “rei dos castelos“ pelo seu aspecto gótico que não passou por reconstrução como vários outros castelos – e por isso está entre os monumentos checos mais interessantes. Devido à sua proximidade com o Castelo Houskae e à época em que foram edificados, ambos apresentam as mesmas caraterísticas arquitetónicas baseadas no mesmo estilo - gótico renascentista.

## Lendas
O Castelo Houska não está situado num local estratégico para fins militares, uma vez que, não tem uma fortificação exterior. Assim, o castelo não foi construído como uma muralha para impedir ataques, mas sim para fechar a porta de entrada para o inferno. Este castelo foi construído em cima de um lendário poço “sem fundo”, de onde saiam criaturas monstruosas. 
A atividade demoníaca persistiu neste local e, eventualmente, os governadores de Boémia decidiram encerrar o castelo. Contudo, antes de o encerrar, diz-se que os prisioneiros das redondezas recebiam indultos se concordassem em serem levados, por uma corda, para dentro do buraco. Diz-se que o primeiro prisioneiro soltou um grito após entrar no poço, e quando foi resgatado parecia ter envelhecido 30 anos. Este homem morreu dias mais tarde, por causas desconhecidas.
Durante a Segunda Guerra Mundial, os nazistas tomaram o castelo para efetuar experiências ocultas, relacionadas com portais dimensionais. Anos mais tarde, durante a reforma, vários esqueletos de oficiais foram encontrados. Estes pareciam ter sido executados. Na atualidade, os fantasmas que assombram o castelo são um cavalo negro sem cabeça, um gigante, um bulldog e uma mulher vestida de branco, que é frequentemente vista no parapeito das janelas do piso superior. É também dito que sob a adega existem restos não humanos que surgiram a partir do poço.

### Relatos de Atividade Paranormal
Ao longo dos anos, pessoas alegam ter avistado criaturas bizarras na periferia do castelo que se assemelham a homens trespassados por cruzes, cães misteriosos e outros seres fantasmagóricos. As testemunhas afirmam ser possível ouvir os sons por estes produzidos, sob a forma de gemidos e rugidos, que provocam uma sensação aterradora naqueles que os detetam. A poucos metros do  portão principal, pessoas acreditam ter contemplado, para além de um cavalo negro decapitado, um grupo de indivíduos acorrentados com ferimentos muito graves.

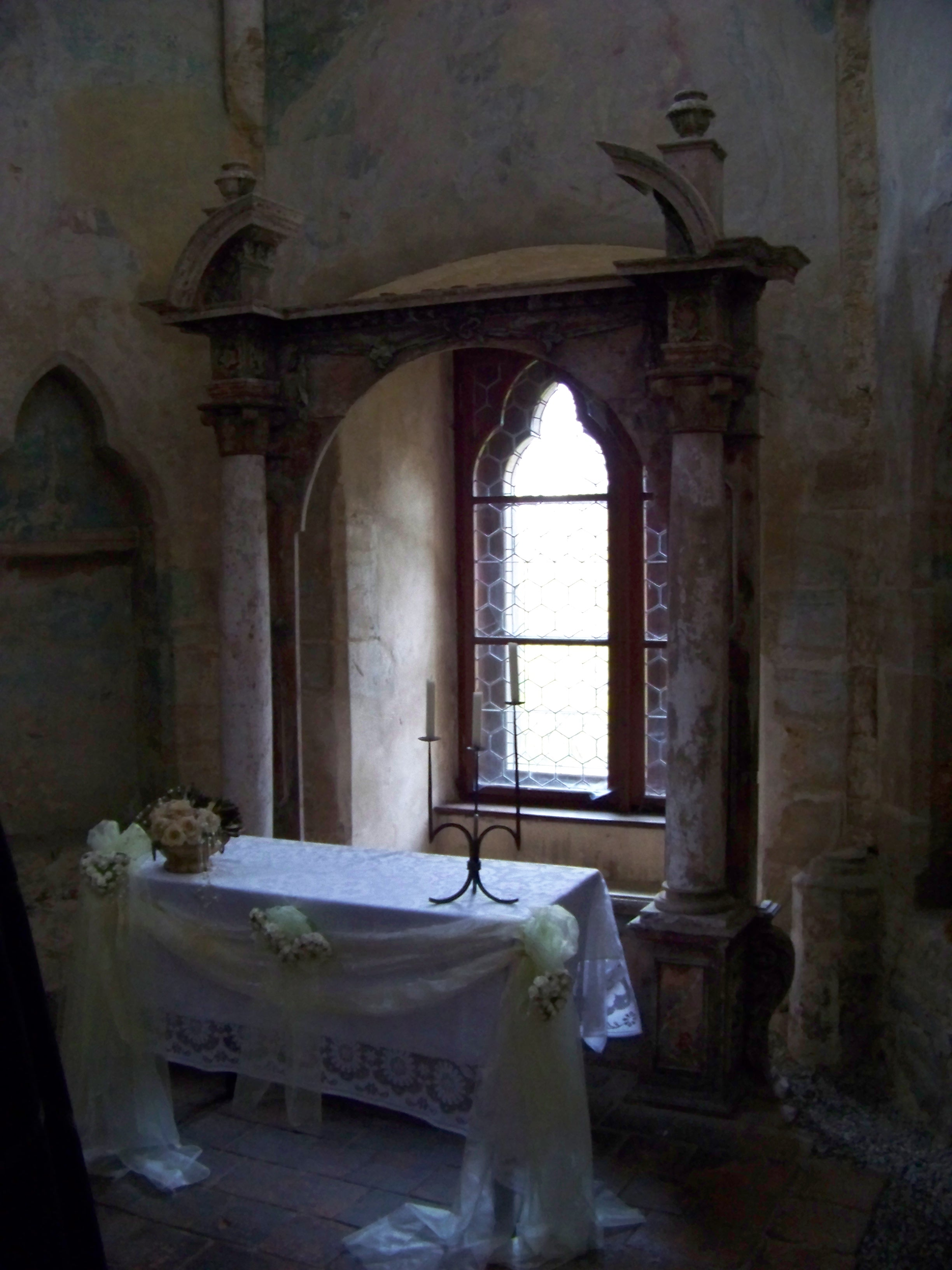
Local assombrado no interior do Castelo de Houska

No final do século XIX, o palácio foi visitado por um escritor proeminente da época, e este relatou ter presenciado criaturas negras a voar em redor do pátio interior, que associou a demónios. Outro dos acontecimentos relatados, é o aparecimento de uma linda mulher vestida de branco, caminhando pelas janelas do último andar e olhando para fora do castelo. Ninguém sabe a sua origem nem a sua identidade, mas é considerada o fantasma mais normal de todos que assombram o castelo. Por seu turno, a capela do castelo é também visitada por um monge impetuoso que utiliza umas simples vestes castanhas, atacando suas vítimas com um machado. A adega do castelo é apelidada de "Escritório do Diabo", e é composta por um majestoso trono, um tridente e chifres expostos nas paredes.
Recentemente, em 2009, a equipa televisiva de Ghost Hunters Internacionalvisitou o palácio e realizou diversas investigações paranormais, tendo concluído, que este local estava integralmente assombrado. Após uma breve estadia, grande parte dos seus residentes e visitantes abandonaram o castelo, jurando nunca mais lá voltar

## Presente
Apesar de existirem muitas histórias e lendas sobre o castelo agora é um símbolo cultural de Boémia. O castelo está normalmente aberto ao público desde Abril até Outubro. No verão, o Castelo Houska realiza, regularmente, eventos culturais como feiras e festas onde há pessoas que fazem duelos de esgrima, dança, artesanato e outros. Em Maio acontece um encontro nacional. Todos os anos há uma noite em que se realiza um concerto beneficente, com uma série de eventos que o acompanham.

## Ligações Externas
- Oficiální stránky hradu Houska
- ČT 2, 2013, Bohemia incognita
- Neoficiální stránky
- Turistické informace, otevírací doba, vstupné, turistické trasy v okolí
- Houska: Nejtajuplnější hrad v Česku